# Embraer EMB 314 Super Tucano
Embraer EMB 314 Super Tucano je jednomotorni turboprop zrakoplov namijenjen lakim jurišnim zadacima i pilotskoj obuci a proizvodi ga brazilski Embraer.

## Razvoj i opis
1988. Embraer je počeo planirati izradu snažnije, borbeno orijentirane inačice Tucana koja bi se koristila za protu-diverzantska djelovanja te za sprječavanje krijumčarenja. Novi koncept je dobio naziv Super Tucano i prvotnu oznaku EMB-312H.

Demonstrator novog zrakoplova je izrađen ugradnjom snažnijeg Pratt & Whitney Canada PT6A-67 turboprop motora na starijeg Tucana a osim toga trup je produžen za 1,31 m te su dodane zračne kočnice na stabilizator s donje strane trupa. Prvi let Super Tucana se odvio 9. rujna 1991. s testnim pilotom Predsora Schitiniem za kontrolama. Potom su izrađena dva potpuno nova prototipa od kojih je prvi poletio 15. svibnja 1993. a drugi 14. listopada iste godine. Novi prototipovi su imali novi izgled kokpita te snažniji PT6A-68A motor.
Nakon privatizacije Embraera 1994., počela je intenzivna promocija Super Tucana na cijelom tržištu. Dva prototipa su sudjelovala i u procjeni američke vojske u potrazi za novim školskim zrakoplovom, no na natječaju je pobijedio Texan II, inačica Pilatusa PC-9. Brazilsko ratno zrakoplovstvo je bilo zainteresirano za zrakoplov planirajući ga koristiti za nadzor amazonskog područja te za naprednu pilotsku obuku. U kolovozu 1995. Embraer je dobio ugovor za izradu ALX-a (inačica AMB 312H) (Aeronave Leve de Ataque / Laki jurišni zrakoplov) koji bi imao stakleni kokpit s dvostrukim multi-funkcijskim LCD ekranima, HUD, HOTAS kontrole, unapriješenu elektroniku te kompatabilnost s Mectron MAA-1 Piranha raketama zrak-zrak.

Dva EMB 312H prototipa su unaprijeđena na ovu ALX konfiguraciju, a dodatne kasnije modifikacije su uključivale po jednu 12,7 mm strojnicu u svakom krilu, još snažniji PT6A-68/3 motor, novi poklopac kabine i pojačani stajni trap kako bi izdržao povećanje ukupne težine. Prvi od dva prototipa koji je dobio konačnu konfiguraciju je prvi put poletio 2. lipnja 1999. a jer je obujam izmjena u odnosu na izvorni EMB 312H bio tako velik, zrakoplovu je dodijeljena i nova oznaka EMB 314 Super Tucano.

## Tehničke karakteristike (EMB 314)
Osnovne karakteristike
- posada: 1/2 (ovisno o inačici)
- dužina: 11,33 m
- raspon krila: 11,14 m
- površina krila: 19,4 m2
- visina: 3,97 m

Letne karakteristike
- najveća brzina: 593 km/h
- dolet: 4.820 km
- brzina penjanja: 24 m/s
- najveća visina leta: 10.670 m
- motor: 1 x Pratt & Whitney Canada PT6A-68C